# 7873 Böll
7873 Böll è un asteroide della fascia principale. Scoperto nel 1991, presenta un'orbita caratterizzata da un semiasse maggiore pari a 2,6370358 au e da un'eccentricità di 0,1094138, inclinata di 5,09147° rispetto all'eclittica.
L'asteroide è dedicato allo scrittore tedesco Heinrich Böll.